# Henke Forss
Henrik "Henke" Forss (født i Sverige) er en svensk musiker fra Göteborg. Han er mest kendt for sin optræden som vokalist på In Flames mini cd Subterranean. Henke har også arbejdet med Dawn og Funeral Feast.

## Links
http://www.dawnband.com Arkiveret 25. september 2020 hos  Wayback Machine